# Hispanidade
| Europa Espanha Ásia e Oceania Filipinas Guam África Guiné Equatorial Saara Ocidental América Argentina Bolívia Chile Colômbia Costa Rica Cuba República Dominicana Equador El Salvador Guatemala Honduras México Nicarágua Panamá Paraguai Peru Porto Rico Uruguai Venezuela |

Hispanidade (em espanhol: Hispanidad) é a comunidade formada por todos os povos e as nações que compartilham da língua e da cultura espanholas. Todas as 23 nações que estão incluídas são falantes de espanhol, exceto as Filipinas, e podem ser classificadas em quatro áreas geográficas: Espanha, Hispano-América, Hispano-África e Hispano-Pacífico. O Dia do Hispanidade é comemorado em 12 de outubro. É o mesmo dia consagrado à Nossa Senhora do El Pilar, situada em Saragoça, Aragão, Espanha.

## História
A Hispanidade é uma cultura espanhola, que começou em 12 de outubro de 1492, quando Cristóvão Colombo começou a colonização europeia das Américas em nome dos Monarcas Católicos Espanhóis. O reino de Castela, construiu um império global, espalhando sua cultura e idioma pelas Américas e se misturando criando um x tudo, biológica e culturalmente, com os povos indígenas e, por fim, com os escravos africanos, alterando a composição do hemisfério. A penetração e o alcance da Espanha nesse período também se estendia a outras nações europeias.
Em 1713, estabeleceu-se a Real Academia Espanhola para regulamentar o idioma espanhol escrito e falado por todo o império, de forma que fosse compreendido por todos os hispânicos. No início do século XIX, a insatisfação das colônias americanas com o governo espanhol e a invasão napoleônica da Espanha criaram uma oportunidade de revolução na América. Todas as colônias espanholas se tornaram independentes naquele período, exceto Cuba, Porto Rico e as Filipinas. Esses três países se tornaram, então, colônias dos Estados Unidos após a Guerra Hispano-Americana.
No início do século XX, a hispanidade estava moribunda. Zacarías de Vizarra, Faustino Rodríguez-San Pedro e Ramiro de Maeztu reavivaram o interesse pelo conceito na Espanha e nas Américas, mudando seu nome para Dia de la Raza ou  "Dia da Raça". Já se tratava de uma celebração nacional em muitos países hispânicos, em honra ao encontro dos europeus com os ameríndios, sua mistura e o surgimento da raça mestiça. Logo em seguida, apareceram as primeiras organizações pan-hispânicas, como a  Asociación de Academias de la Lengua Española. Com a restauração da democracia na Espanha, todas as nações começaram a convergir pela, por exemplo, criação da Cumbre Iberoamericana (Conferência Ibero-americana) em 1991. Desde então, o número de organizações hispano-americanas, ibero-americanas, pan latino americanas só aumentam.
Atualmente, a hispanidade é cooperação. A Espanha criou uma base de apoio para a América Hispânica, a Guiné Equatorial e as Filipinas graças a pesados investimentos nessas áreas. Latinos ou hispânicos escolhem a imigração para a Espanha devido à sua afinidade cultural, linguística ou ancestral.

## Ideia de Hispanidade à deIbero-América

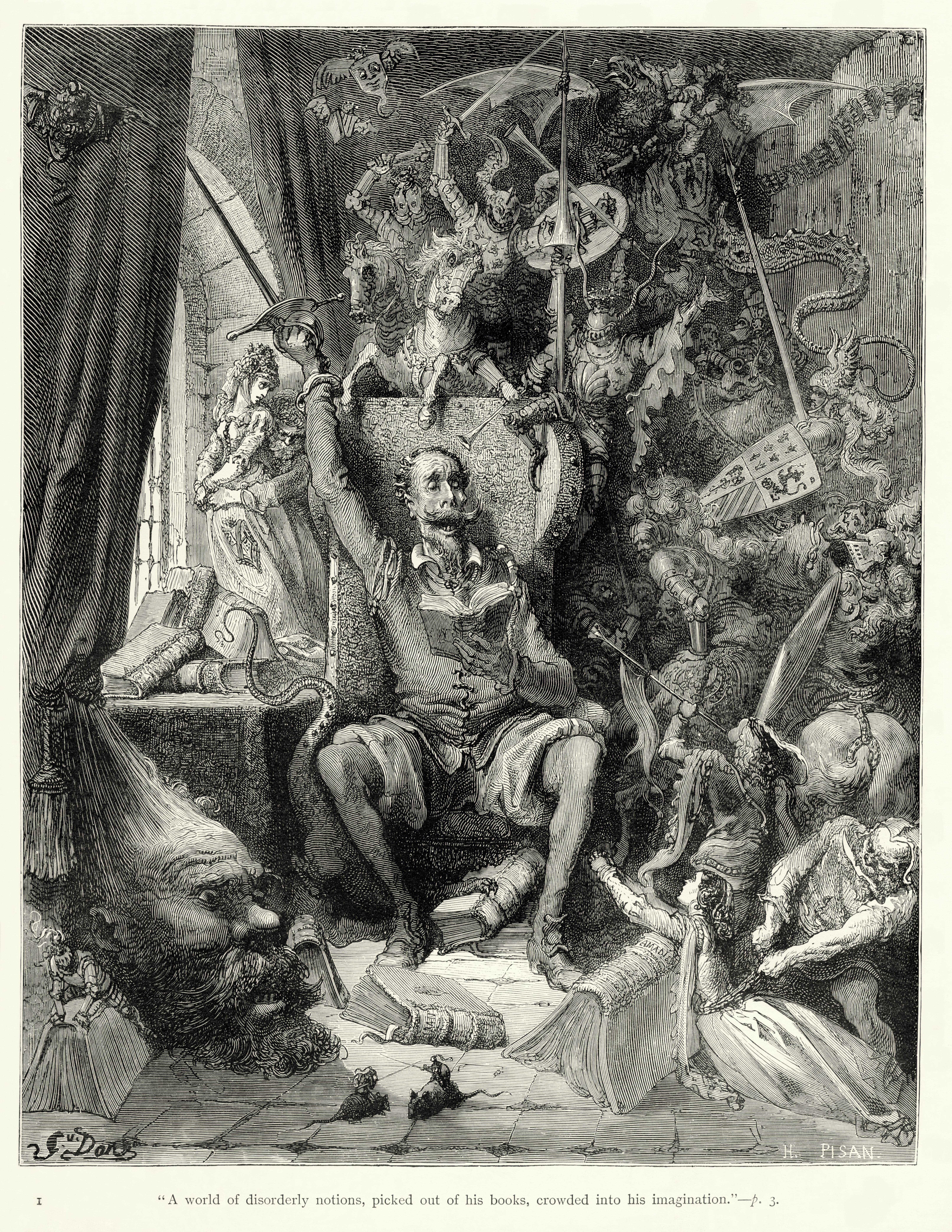
Dom Quixote por Gustave Doré

A partir da década de 80 com a restauração da democracia na Espanha e América Latina, começou uma aproximação entre os países latino-americanos e os países da Península Ibérica, o que levou à criação da Conferência Ibero-Americana em 1991, da qual surgiram numerosas organizações, e a uma superação do termo e  ideia de Hispanidade (questionada por alguns setores devido às suas conotações autoritárias), para promover circuitos de comunicação e articulação entre as comunidades euro-afro-indo-americanas, que compartilham a língua espanhola e a língua portuguesa, incluindo a expansiva e influente comunidade latina dos Estados Unidos, protagonista do notável fenômeno conhecido como latino-americanização dos Estados Unidos.
Atualmente o termo Hispanidade foi postergado em frente a outras expressões como países, comunidades ou pessoas de fala hispânica ou espanhola, literatura ou música em espanhol, etc. Ainda que etimologicamente incorreto, impôs-se globalmente também a noção do latino, para se referir ao complexo pertencente étnico-cultural que abarca as comunidades ibéricas e latino-americanas, incluindo seus vigorosos componentes afro e indo-americanos, bem como as contribuições étnico-culturais de correntes migratórias tão diversas como as italianas, francesas, alemãs, inglesas, russas, polonesas, estadunidenses, árabes, judias, orientais, etc. Todas essas correntes hoje se integraram inclusive mantendo suas próprias identidades à complexa teia hispânica ou latina. É por isso que muitos consideram que outro termo deve ser utilizado para que represente em forma mais adequada à realidade existente nos países americanos com exceção de termos de origem colonial.
A Espanha criou um fundo de ajuda para a Hispano-américa e é o país que mais investe nesta região. Gerando grandes benefícios, em especial para as empresas espanholas, as que baseiam grande parte de sua economia graças aos países americanos de língua castelhana. Numerosos imigrantes latinos ou hispânico preferem imigrar para a Argentina, Chile, Espanha, Brasil, México, Uruguai, entre outros, devido à afinidade cultural e linguística.
No entanto, nas Filipinas a cultura hispânica quase desapareceu totalmente assim como  o uso do espanhol e parece que a Guiné Equatorial seguirá esse caminho. Ainda que nas Filipinas, já está sendo gerenciada para o restabelecimento do espanhol como idioma oficial. Após o pedido do Instituto Cervantes de Manila em abril de 2007, pediu ao Governo filipino de que voltasse a incluir o estudo do espanhol como língua oficial dentro do currículo dos alunos de escolas públicas. A presidenta desse país, Gloria Macapagal Arroyo, pediu ao governo da Espanha, colaboração na oficialização do idioma. Isto suporia sua aprovação no mês de janeiro de 2008. Um importante avanço seria também que as Filipinas, como assim o solicitou, forme finalmente parte das Cimeiras Ibero-americanas e por tanto da Comunidade Ibero-americana de Nações, dado que por sua relativa proximidade, as Filipinas tem um florescente comércio com os países sul-americanos. O mesmo com a Guiné Equatorial, após ter solicitado também para fazer parte como membro das Conferências Ibero-Americanas e da Comunidade Ibero-americana de Nações.

## Hispânicos no mundo

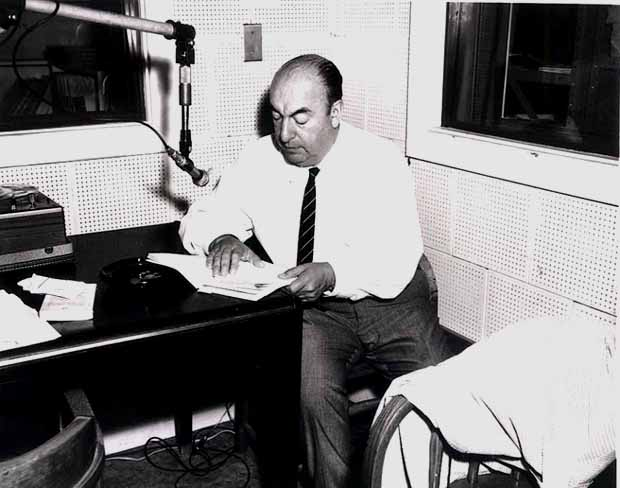
Pablo Neruda em 1966.

O espanhol, como língua materna, é falado por aproximadamente 500 milhões de pessoas (aparecendo em 2.º lugar após o chinês). Se contássemos a população de todas as nações hispânicas, chegaríamos a mais de 395 milhões de pessoas. No entanto, apesar de tantos números, não há nenhum oficial que expresse o real número de falantes desta língua.

## África

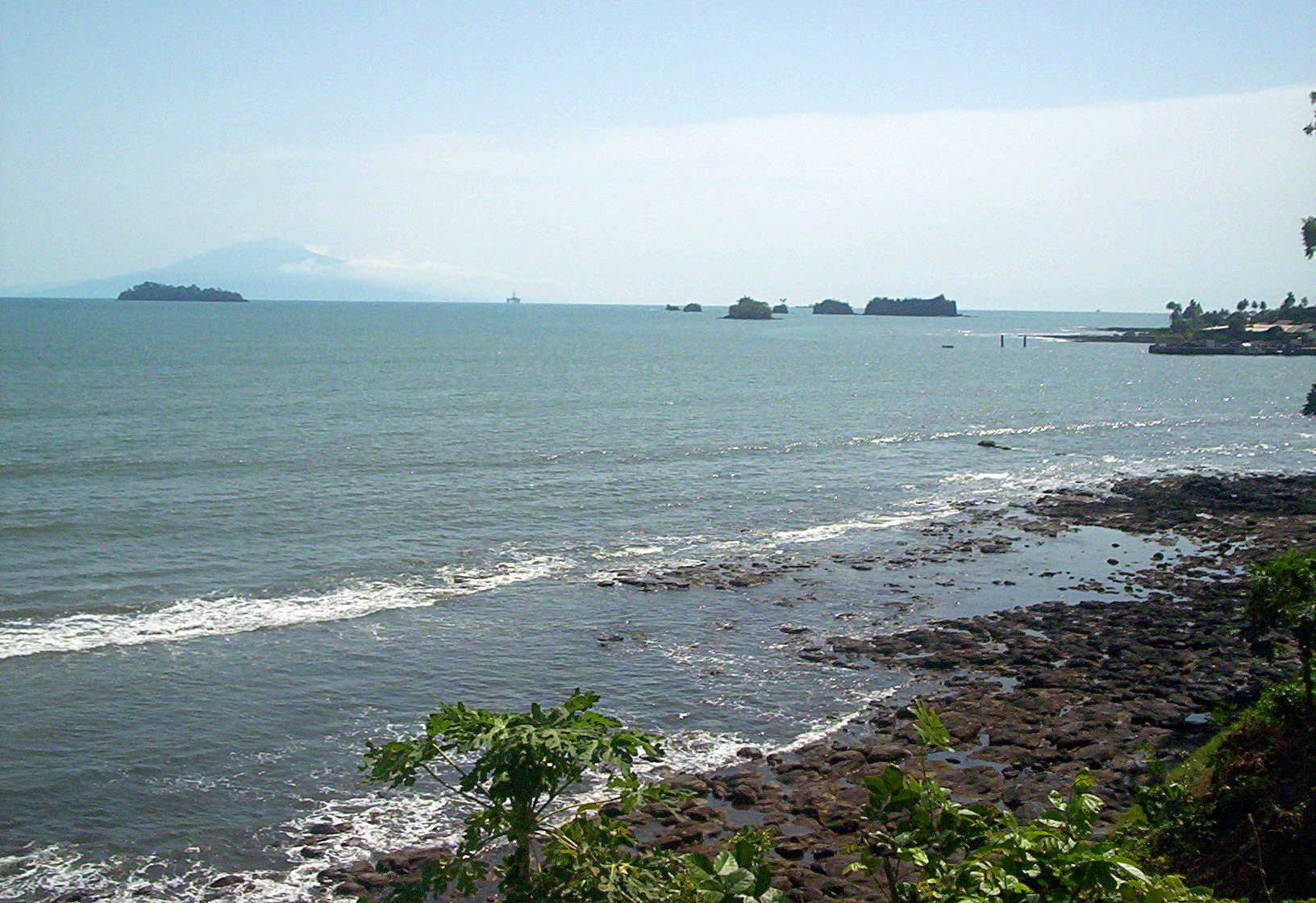
Bioko vista da costa camaronesa

Os hispânicos da África concentram-se nos territórios espanhóis desse continente (Ilhas Canárias, Ceuta, Melilla e as regiões de soberania) e na Guiné Equatorial. No Marrocos e no Sahara Ocidental algumas pessoas guardam traços hispânicos, ainda que estes países sejam muito influenciados pela cultura árabe. Ao todo, na África superam-se os dois milhões de hispânicos.
Deve-se ter em conta que as regiões acima citadas eram de soberania colonial espanhola. Também existiam descendentes dos judeus nacéridas e mouros que foram expulsos da Espanha pelos Reis Católicos. É curioso, pois muitos ainda conservam as chaves das casas que um dia tiveram que abandonar na Espanha. Também em Angola, antiga colônia portuguesa cujo idioma oficial é o português, o espanhol é bastante falado na cidade de Luena (capital da província de Moxico) e na Argélia, junto com o árabe (idioma oficial), o espanhol também é falado na cidade de Tindouf.

## América
A grande maioria dos hispânicos encontra-se na América, superando amplamente os 300 milhões. Países como Argentina, Bolívia, Chile, Colômbia, Costa Rica, Cuba, República Dominicana, Equador, El Salvador, Guatemala, Honduras, México, Nicarágua, Panamá, Paraguai, Peru, Porto Rico e Venezuela são todos países de população na sua maioria hispânica. Também os Estados Unidos, Aruba, Belize, Curaçao e Brasil, incluindo um menor grau como algumas ilhas das Antilhas Neerlandesas, Canadá e Trinidad e Tobago contam com uma grande quantidade de hispânicos.

## Europa

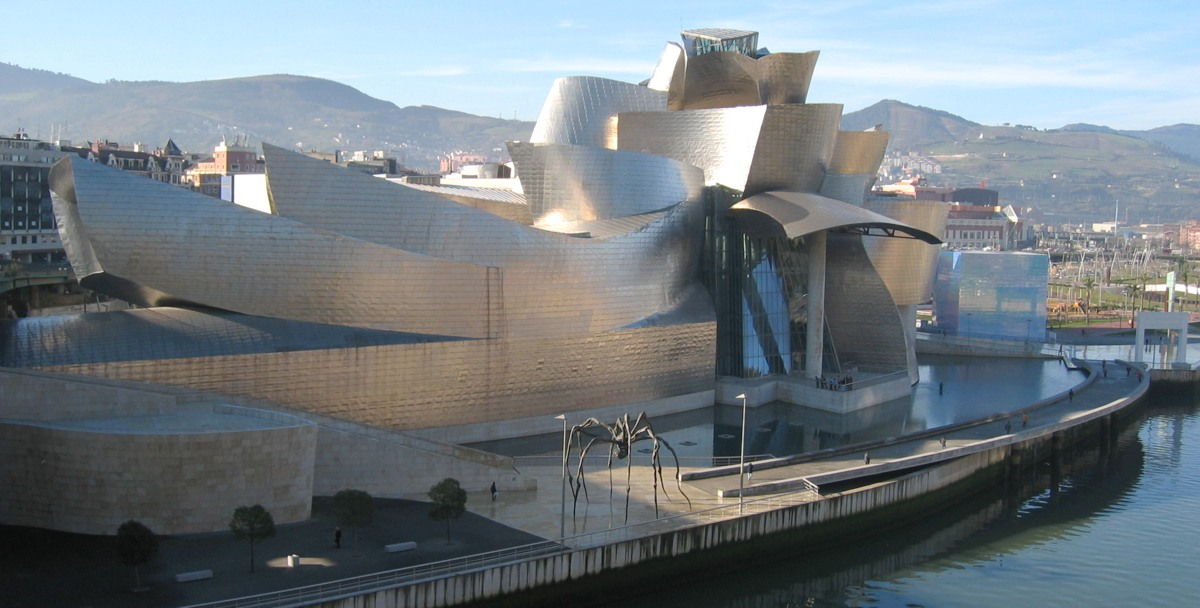
Museu Guggenheim de Bilbao.

Na Europa, os hispânicos encontram-se principalmente na Espanha, onde superam os 44 milhões. Há um importante fluxo de imigração procedente da América Latina, não só para a Espanha, como também para o resto do continente. O fenômeno acontece especialmente em países como a França, onde se calcula que há aproximadamente uns 2.000.000 de falantes de espanhol. O Principado de Andorra, é um dos países com maior número de hispânicos. Aí está presente o castelhano junto com o catalão, seu idioma oficial, o português e o francês, outra língua nativa. Também existe um alto número de hispânicos no território britânico de Gibraltar. A grande maioria dos seus habitantes fala o espanhol, juntamente com o inglês, a língua oficial. No entanto, os traços hispânicos das pessoas neste território britânico encontram-se muito marcados culturalmente. Nos Balcãs, em países como a Bósnia e Herzegovina, Grécia, Macedônia do Norte e Bulgária, apesar de em menor grau, o espanhol é falado pelas comunidades de judeus sefarditas que aí vivem. Este espanhol conserva os traços hispânicos e os neologismos próprios de finais da Idade Média. Isto é devido ao fato de que os judeus que aí residem que falam castelhano são descendentes daqueles que foram expulsos em 1492, durante o reinado dos Reis Católicos, da Península Ibérica. Nestes países, o espanhol encontra-se muito influenciado pela cultura da região. Também há, em menor escala, imigrantes hispânicos residentes em países como Portugal, Alemanha, Reino Unido, Itália, Suécia, Bélgica, Rússia e Suíça.

## Ásia

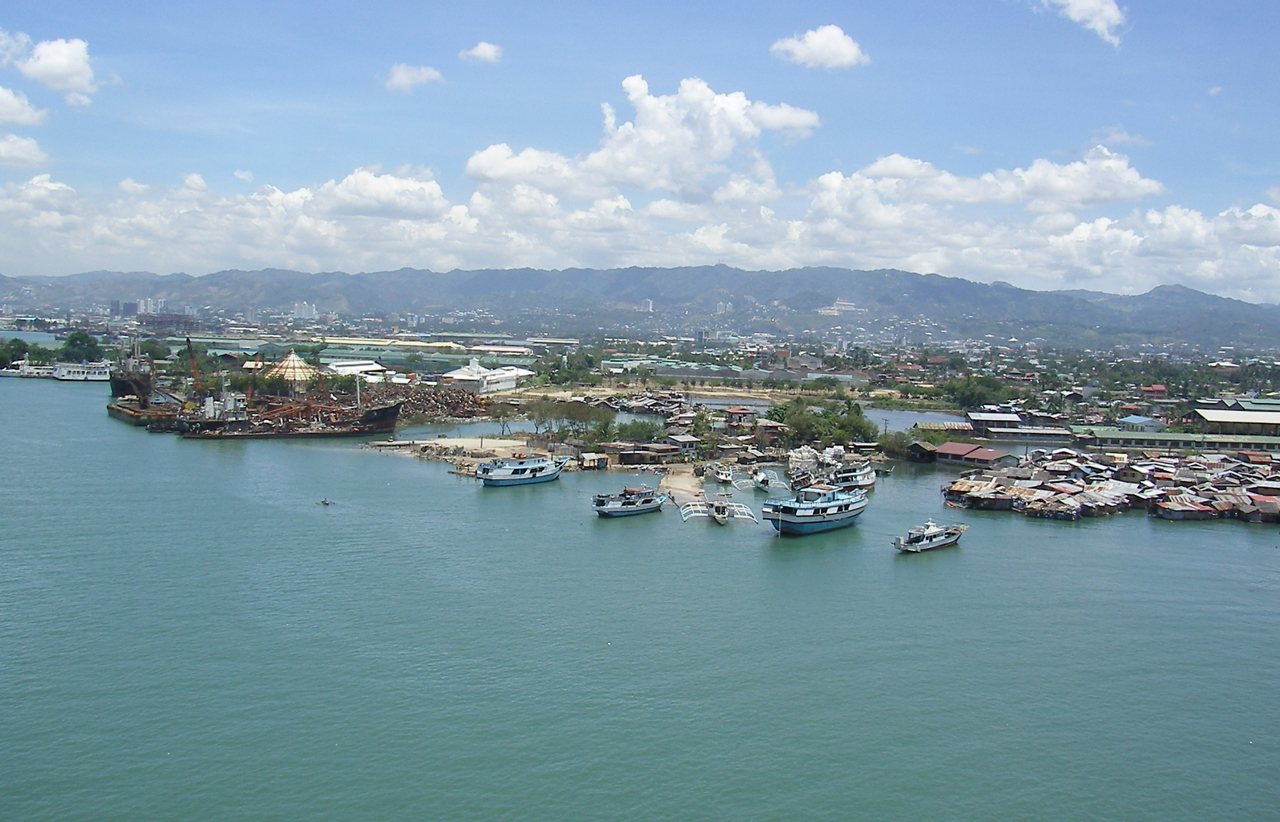
Cidade de Cebu

As Filipinas é o único território asiático que conserva alguns traços hispânicos (como os nomes próprios). Ainda que a cultura e a língua espanhola estão diminuindo, parece que nos últimos tempos se produz um verdadeiro resurgimento. Apesar de que durante mais de 350 anos foram uma colônia espanhola, em apenas 50 anos a presença estadunidense apagou todos os vestígios do passado hispânico (com medidas polêmicas) e após a independência os idiomas locais ganharam força.
Além disso a Espanha tinha outros territórios na Região Leste, como Sabah na Malásia que foi integrada com as Filipinas e que a compartilhou seu tempo com o Império Britânico, a parte norte de Taiwan e as cidades de Ternate e Tidore na Indonésia. Todas elas foram perdidas, a primeira em 1898 quando a Espanha na Guerra hispano-americana, entregou as Filipinas aos Estados Unidos, a região de Sabah passou a ser um protetorado britânico. A segunda e a terceira, também que as compartilhou num momento com o Império Português, mas por causa das guerras lançados na Holanda esses territórios foram cedidos ao Império Holandês.
Ainda que na região de Sabah e a cidade de Ternate também ficou alguma influência espanhola, como o chabacano, língua crioula derivada do castelhano que é falado por algumas comunidades.
Ao norte de Taiwan, o castelhano também foi conservado, e é falado por uma minoria de pessoas como língua materna, principalmente nas cidades de Keelung, Tamsui e Ilan, Nos últimos anos semelhante ao das Filipinas também se promove o ensino do idioma espanhol por causa da ligação histórica.
Tem que destacar também neste continente às comunidades sefarditas no Oriente Médio, para os descendentes dos judeus que foram expulsados da Espanha durante o reinado dos Reis Católicos em 1492, que conservaram a língua castelhana (espanhola), com traços e neologismos próprios. A maior parte deles residem em Israel e, em menor grau, na Turquia. O idioma destas comunidades é conhecido como ladino ou judeo-espanhol. Também existe um número de imigrantes hispânicos descendentes de japoneses no Japão. Ainda que neste país o ensino do idioma espanhol é voluntária, existe interesse em aprendê-lo, devido a melhores relações com os países da Hispano américa.

## Oceania

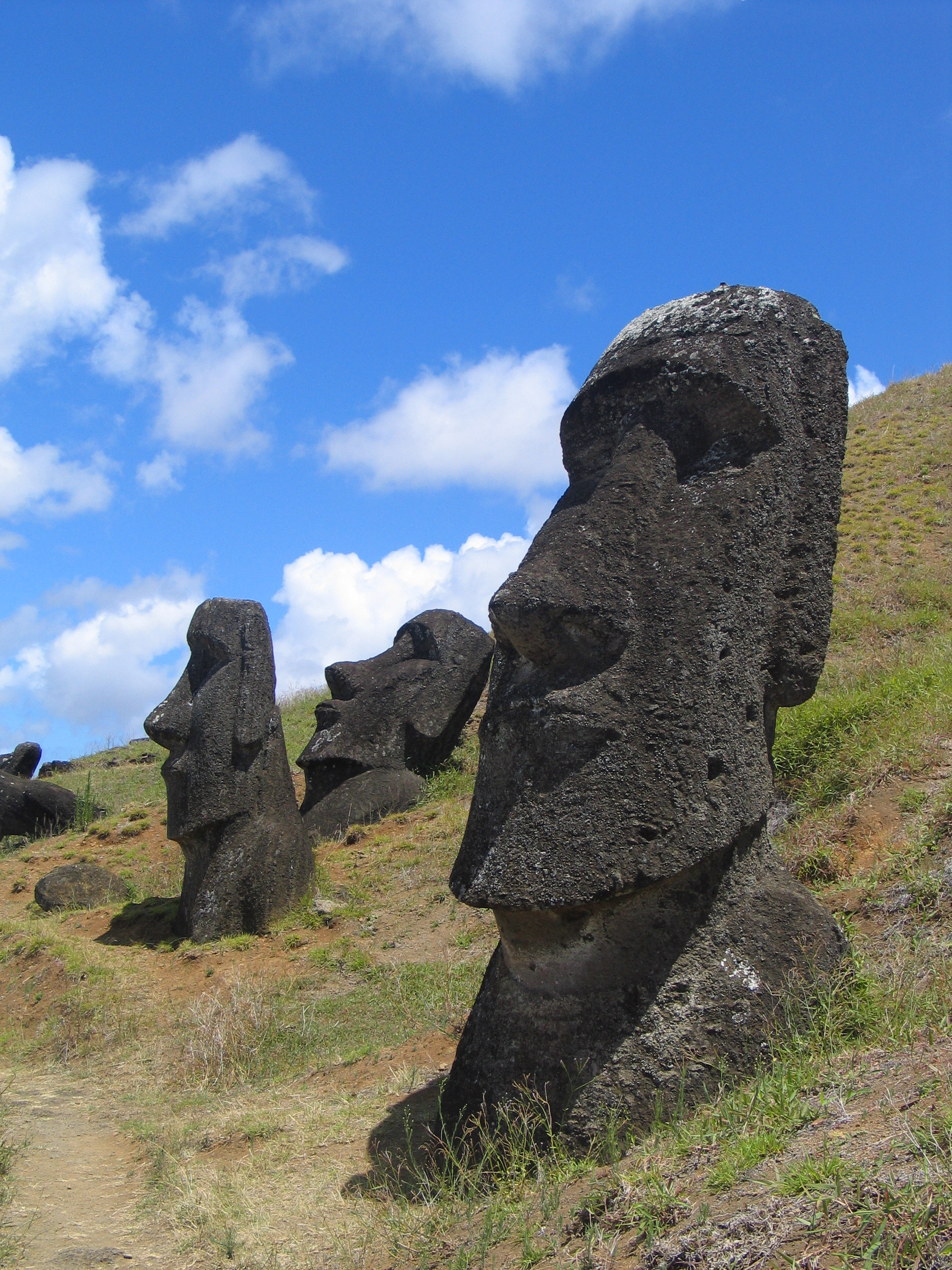
Moais da Ilha de Páscoa.

Na Oceania, o espanhol e raízes hispânicas são mantidas na Ilha de Páscoa (Chile), embora misturadas com os costumes e as culturas dos nativos da ilha. Outras regiões com características hispano-americanos são as áreas da ilha de Guam e as Ilhas Marianas do Norte, que durante o período colonial pertenceram a Espanha por quase 400 anos, depois da guerra hispano-americana em 1898 chegou ao poder dos Estados Unidos. Neles, traços hispânicos aparecem especialmente nos apelidos das pessoas. Em Guam o espanhol é falado junto com Inglês (língua oficial) e o Chamorro, um idioma derivado do espanhol e japonês, essas duas últimas línguas são co-oficiais. Nos últimos anos, em Gua e nas Ilhas Marianas do Norte, é promovido o ensino de espanhol.
Há Traços hispânicos também nas Ilhas Marshall, nos Estados Federados da Micronésia e Palau, os dois últimos países que compõe o arquipélago das Carolinas. As línguas locais destas regiões tem uma forte influência espanhola.

## Comparações
- Maior país:  Argentina (2 780 400 km²)
- País mais populoso:  México (117 409 830 habitantes)
- Maior PIB (nominal):  Espanha (US$ 1 493 513 milhões)
- Cidade mais populosa:  Cidade do México (20 450 000 habitantes)